# 可知寛子
可知 寛子（かち ひろこ、1984年6月26日 - ）は、日本の女優。静岡県出身。身長163cm。ブロードウェイ・ライン・カンパニー所属。

## 来歴
大阪芸術大学舞台芸術学部ミュージカルコース卒業。

## 人物
趣味はピアノ演奏、作曲、競技登山、ロッククライミング（高校時代）。

## 出演

### テレビドラマ
- トライベッカ（2016年）

### テレビ番組
- ゴッドタン

### 映画
- 50回目のファーストキス（2018年）

### VP
- FLP30周年記念DVD（秀美、依田）

### 吹き替え

#### アニメ
- マイリトルポニー: 新しい世界（2021年、女性シンガー）

### 舞台
2007年
- WiCKED USJ特別版（2007年 - 2010年、グリンダ 他）

2010年
- COCO

2011年
- スーパーライブショー ダブルヒロイン
- モンティ・パイソンのSPAMALOT
- 音楽劇 二十四の瞳
- ミス・サイゴン
- 蝶々さん

2013年
- カッチー&トモピー わくわくフォンテランド
- ブロードウェイミュージカルライブ2013
- SEMPO -日本のシンドラー 杉原千畝物語-（ユダヤ人ダンサー）
- フル・モンティ
- アダムス・ファミリー
- ミス・サイゴン

2015年
- モンティ・パイソンのSPAMALOT」featuring SPAM(R)
- エリザベート（2015年 - 2016年）
- UTA･IMA･SHOWⅢ

2016年
- エドウィン・ドルードの謎

2017年
- フランケンシュタイン
- 紳士のための愛と殺人の手引き
- ヤングフランケンシュタイン

2018年
- ブロードウェィと銃弾
- モーツァルト
- 生きる
- サムシング・ロッテン

2019年
- ハル
- 湖月わたる舞台生活30周年記念公演 VOL．1 ドキュメンタリー・ミュージカル わたるのいじらしい婚活
- ペテン師と詐欺師
- ファントム

2020年
- 天保十二年のシェイクスピア
- 劇的茶屋 配信ミュージカル 謳う死神
- プロデューサーズ

2021年
- ゴヤ
- 眠れぬ森のオーバード（リン）
- GREASE（ミス・リンチ）

2022年
- ヘアスプレー - プルーディー 役

2023年
- The Agent（マリー・ローズ）

2024年
- 20世紀号に乗って
- キャッチ・ミー・イフ・ユー・キャン
- グラウンドホッグ・デー（ピアノの先生 他）
- スターライドオーダー2

2025年
- ビートルジュース
- コレット
- マリー・キュリー